# Tegenaria gertschi
Tegenaria gertschi är en spindelart som beskrevs av Roth 1968. Tegenaria gertschi ingår i släktet husspindlar, och familjen trattspindlar. Inga underarter finns listade i Catalogue of Life.